# Google Offers
Google Offers était un service créé par Google qui permet d'effectuer des achats groupés.

## Histoire
Google Offers est dévoilé en janvier 2011 du fait de l'échec du rachat de Groupon.
Le service est lancé le 26 mai 2011 dans une seule ville, Portland, en phase bêta. Il est annoncé que les villes suivantes seront San Francisco et New York, et que le service sera complémentaire à Google Wallet.
En septembre, Google rachète DailyDeal, un site allemand d'achats groupés implanté dans plusieurs pays d'Europe.
En mars 2014, Google annonce fermer le service.